# Colibrí condecorat
El colibrí condecorat (Aglaeactis castelnaudii) és una espècie d'ocell de la família dels troquílids (Trochilidae) que habita garrigues i boscos clars dels Andes del Perú central.